# Eupompha wenzeli
Eupompha wenzeli är en skalbaggsart som beskrevs av Henry Skinner 1904. Eupompha wenzeli ingår i släktet Eupompha och familjen oljebaggar. Inga underarter finns listade i Catalogue of Life.